# Clara Driscoll
Clara Driscoll (Tallmadge (Ohio), 15 dicembre 1861 – 6 novembre 1944) è stata una designer statunitense, capo del Reparto femminile di taglio del vetro dei Tiffany Studios (le "Ragazze di Tiffany"), a New York.
Usando modelli creati dai disegni originali, queste donne selezionavano e tagliavano il vetro da usare nelle famose lampade Tiffany. La Driscoll ne disegnò più di trenta, che vennero prodotte dai Tiffany Studio; tra di esse la Wisteria, la Dragonfly, la Peony e, in base a tutti i resoconti, la sua prima, la Daffodil.

## Biografia
Clara Driscoll nacque Clara Pierce Wolcott il 15 dicembre 1861, figlia maggiore di Elizur V. Wolcott e Fannie Pierce. Perse il padre all'età di 12 anni. Fatto insolito per quel tempo, insieme alle sue tre sorelle, ugualmente brillanti e motivate, fu incoraggiata a proseguire un'istruzione superiore. Clara mostrò un talento per l'arte, e dopo aver frequentato la Western Reserve School of Design for Women (ora Cleveland Institute of Art) e lavorato per un fabbricante di mobili locale, si trasferì a New York e si iscrisse all'allora nuova Metropolitan Museum Art School.
Il potenziale artistico della Driscoll era evidente ed ella fu assunta da Louis Comfort Tiffany per lavorare alla Tiffany Glass Company (in seguito nota come Tiffany Studios) nel 1888. Vi lavorò in modo intermittente per più di 20 anni, disegnando lampade e oggetti da regalo oltre a supervisionare il Reparto femminile per il taglio del vetro.
Alle donne fidanzate o sposate non era permesso lavorare nell'azienda, perciò la Driscoll dovette lasciare a causa del suo matrimonio nel 1889. Dopo che il suo primo marito Francis Driscoll morì nel 1892, riprese a lavorare per Tiffany. Si fidanzò di nuovo nel 1896-1897 con Edwin Waldo, ma questi scomparve e non avvenne nessun matrimonio. Rimase ai Tiffany Studios fino al suo matrimonio con A. Booth in 1909. Mentre era impiegata da Tiffany, Driscoll lavorò in stretta collaborazione con molte altre "Ragazze di Tiffany", incluse Alice Carmen Gouvy e Lillian Palmié.

## Lettere e opere
Attraverso gli sforzi congiunti di Martin Eidelberg (professore emerito di storia dell'arte all'Università Rutgers), Nina Gray (un'altra studiosa indipendente ed ex curatrice presso la New-York Historical Society), e Margaret K. Hofer (curatrice di arti decorative, New-York Historical Society), il coinvolgimento di Clara Driscoll e di altre "Ragazze di Tiffany" nel disegnare le lampade Tiffany fu ampiamente pubblicizzato. Tuttavia, un libro pubblicato nel 2002 intitolato Tiffany Desk Treasures ("I tesori da tavolo di Tiffany") di George A. Kemeny e Donald Miller, aveva già indicato Clara Driscoll come la designer della lampada Dragonfly, caratteristica di Tiffany, oltre che per il suo significativo contributo ai vetri Tiffany, quattro anni prima che Eidelberg e Gray rendessero pubblica la loro scoperta nel 2006. Il libro citava anche la Driscoll come una delle donne più pagate del suo tempo, guadagnando 10.000 dollari.

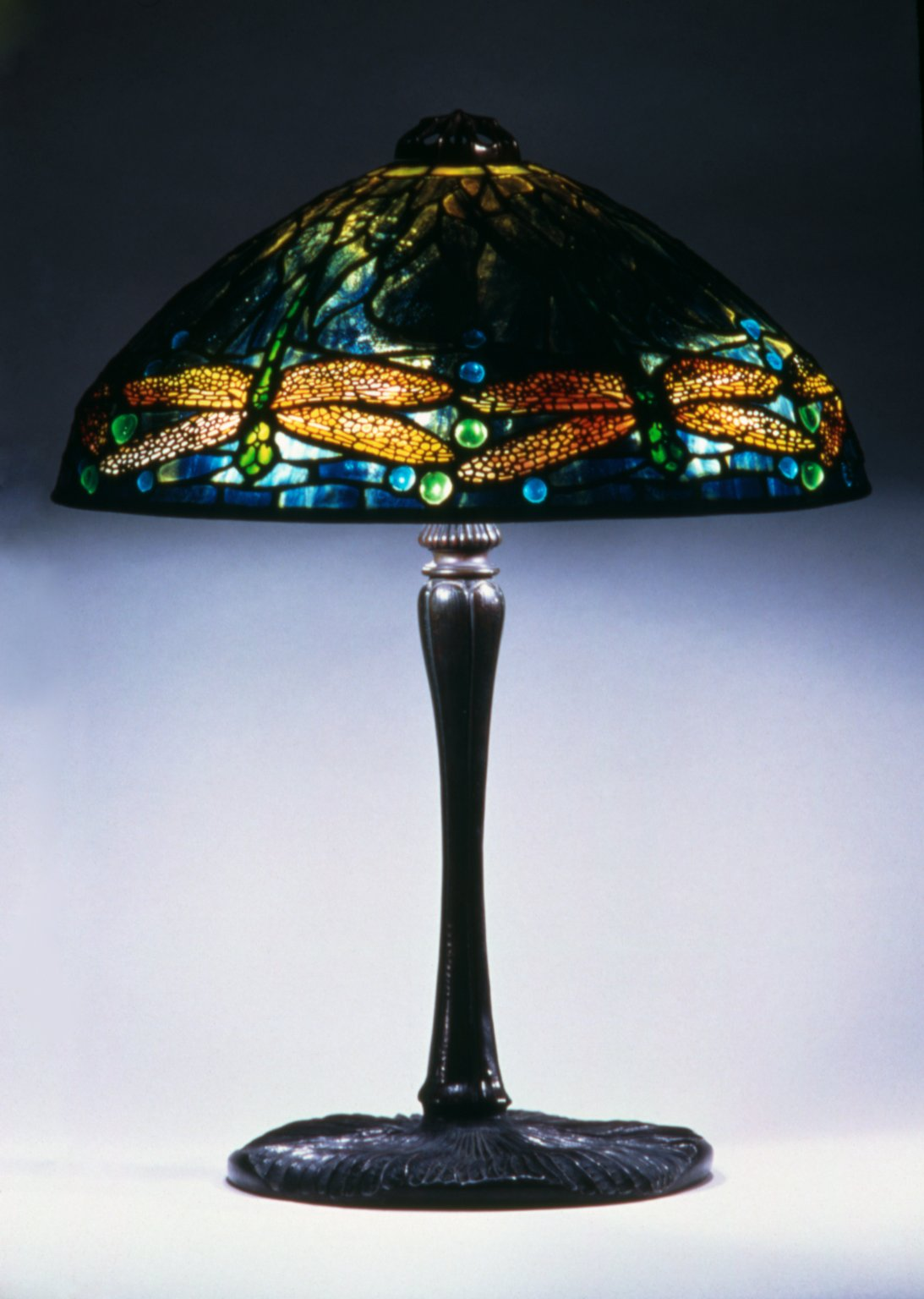
Lampada Dragonfly, ca. 1900 Brooklyn Museum

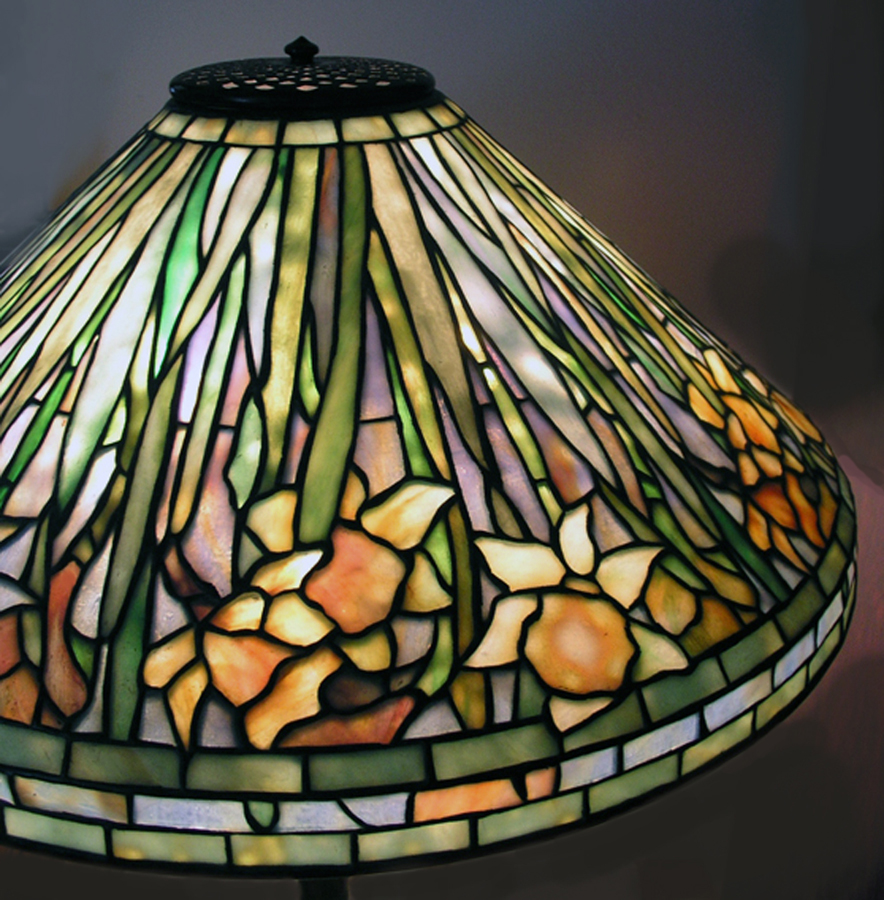
Una lampada da tavolo Daffodil in vetro piombato dei Tiffany Studios (si vede il paralume), disegnato da Clara Driscoll.

Mentre faceva ricerche per un libro su Tiffany alla Queens Historical Society, Gray trovò le lettere, storicamente preziose, scritte dalla Driscoll a sua madre e alle sue sorelle durante il periodo in cui era impiegata da Tiffany. Il New York Times citò Gray che diceva: "Portarono fuori due libri e parecchie scatole, tutte le lettere, e penso che la prima cosa che lessi fu di come lei avesse disegnato una lampada daffodil. E cominciai a strillare. In cima diceva qualcosa come 'Mezzogiorno da Tiffany', perciò era durante la sua pausa pranzo. Che fate con una cosa del genere?"
Martin Eidelberg aveva visto indipendentemente la corrispondenza quando era stato avvicinato da un discendente di Clara Driscoll dopo una conferenza. I due storici confrontarono gli appunti dopo che le loro strade si erano incrociate all'Università statale del Kent, dove entrambi stavano rintracciando altra corrispondenza della Driscoll. La loro conclusione eraal di là di ogni dubbio. Erano Clara Driscoll e le "Ragazze di Tiffany" che avevano creato molte delle lampade Tiffany lamps originariamente attribuite a Louis Comfort Tiffany e al suo organico di designer maschi.
La mostra della New-York Historical Society A New Light on Tiffany: Clara Driscoll and the Tiffany Girls ("Una nuova luce su Tiffany: Clara Driscoll e le Ragazze di Tiffany", 27 novembre 2006) che presentava il lavoro della Driscoll (e delle sue "ragazze") fu il risultato degli sforzi investigativi di Eidelberg, Gray e Hofer. Il 25 febbraio 2007 il New York Times riporava: "Mentre la mostra veniva installata, alcune di queste piccole sagome di metallo usate per fare una magnifica lampada daffodil erano ancora ammucchiate in una scatola su un tavolo di magazzinaggio. Insignificanti da sole, quando sono messe in ordine danno vita a un oggetto squisito, proprio come la stessa esposizione, un rompicapo ora assemblato, illumina le donne talentuose che erano rimaste a lungo nell'ombra di un uomo famoso."
Il libro A New Light on Tiffany: Clara Driscoll and the Tiffany Girls (di Eidelberg, Gray e Hofer) fu pubblicato nel 2007. Esso "presenta le famose opere dei Tiffany Studios in un contesto interamente nuovo, focalizzandosi sulle donne che operarono dietro le quinte per creare i capolavori ora inestricabilmente legati al nome di Tiffany".